# Moviment Democràtic de Moçambic
El Moviment Democràtic de Moçambic (MDM) és un partit polític de Moçambic, creat a partir d'una escissió de la RENAMO. Fou fundat el 7 de març de 2009, i és liderat per Daviz Simango, alcalde de Beira.

## Eleccions generals de 2009
A les eleccions parlamentàries de Moçambic, realitzades el 28 d'octubre de 2009, el MDM no fou autoritzat per la Comissió Nacional d'Eleccions (Comissão Nacional de Eleições) a participar en nou dels 13 cercles electorals de vot, al·legant raons processals controvertides. El MDM s'assegurà el 3,93% del total dels vots i vuit escons de 250 a l'Assemblea de la República. Daviz Simango fou el candidat del MDM a les eleccions presidencials realitzades el mateix dia, quedant en tercer lloc amb el 8,59% del total de vots. Pel que fa a les eleccions provincials, va obtenir 20 diputats a l'assemblea de la província de Sofala i dues a les de Niassa i Nampula.

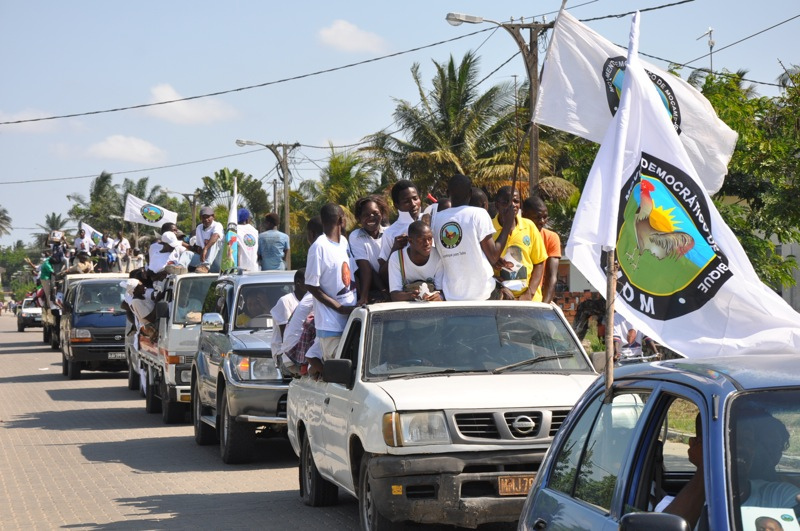
Caravana electoral a les eleccions locals de 2013

## Eleccions locals de 2013
En aquestes eleccions el MDM ha crescut considerablement, guanyant a quatre municipis, tres dels quals (Beira, Quelimane i Nampula) són capitals de província. També va guanyar al municipi de Gurúè, on, per orde de la CNE, les eleccions es van repetir a causa del frau electoral comprovat. El MDM va obtenir al voltant del 40% dels vots a Maputo, Matola i Chimoio, i també en altres municipis.

## Eleccions generals de 2014
A les eleccions parlamentàries de Moçambic, realitzades el 15 d'octubre de 2014, el MDM va augmentar el total de vots al 8,35% i assolí 17 de 250 a l'Assemblea de la República. Daviz Simango repetí com a candidat del MDM a les eleccions presidencials realitzades el mateix dia, quedant en tercer lloc amb el 6,36% del total de vots. Pel que fa a les eleccions provincials, va obtenir representació a totes les assemblees provincials, tot i que a la província de Sofala va quedar reduït a 7, però va obtenir 9 a la província de Maputo.

## Resultats electorals
| Any electoral | Vots    | %    | Escons   | +/− | Notes                                                               |
| ------------- | ------- | ---- | -------- | --- | ------------------------------------------------------------------- |
| 2009          | 152,836 | 3.93 | 8 / 250  | Nou |                                                                     |
| 2014          | 385,683 | 8.40 | 17 / 250 | 9   |                                                                     |
| 2019          | 254,290 | 4.19 | 6 / 250  | 11  | La Comissió electoral invalida 9 de 13 circumscripcions del partit. |